# Near Earth Asteroid Tracking
Near Earth Asteroid Tracking (dobesedno Zasledovanje blizuzemeljskih asteroidov; kratica NEAT) je program Nase in Laboratorija za reaktivni pogon (JPL), ki se je začel decembra 1995 z namenom odkrivanja blizuzemeljskih teles. Izvirna glavna raziskovalka je bila Eleanor Francis Helin, soraziskovalca pa Steven H. Pravdo in David L. Rabinowitz.
NEAT uporablja daljnogled GEODSS, last Vojnega letalstva ZDA, ki se nahaja na Haleakali (Maui, Havaiji.
Največji uspehi projekta so bili odkritje Kvaoarja (2002), Sedne (2003) in Eride. Vse skupaj je projekt zaslužen za odkritje 100+ asteroidov.
Leta 2005 so po projektu poimenovali tudi asteroid 64070 NEAT.